# Władysław Jan Sokołowski
Władysław Jan Sokołowski (ur. 12 września 1951 w Toliszczku) – polski historyk, urzędnik i dyplomata, ambasador RP w Kazachstanie (2004–2007), nauczyciel akademicki, wydawca.

## Życiorys
Ukończył szkołę podstawową w Skórczu (1965) i Liceum Ogólnokształcące im. M. Skłodowskiej-Curie w Starogardzie Gdańskim (1969). Absolwent Wydziału Dziennikarstwa i Nauk Politycznych Uniwersytetu Warszawskiego i studiów podyplomowych w zakresie administracji i zarządzania gospodarką na Uniwersytecie Gdańskim. Zajmuje się problematyką międzynarodową, teorią stosunków międzynarodowych, nauką o państwie. W 1986 obronił pracę doktorską z zakresu nauk humanistycznych w dziedzinie historii na temat rządu socjalistów we Francji w latach 1981–1984. Zajmował się także okresem prezydentury Mitteranda. Jest redaktorem, współredaktorem i autorem czterech monografii, ponad 30 artykułów naukowych, ok. 200 publikowanych analiz i referatów na konferencje międzynarodowe.
Pracował w Ośrodku Doskonalenia Kadr Kierowniczych i Specjalistycznych Ministerstwa Przemysłu Ciężkiego (1973–1974), w Stoczni Gdańskiej (1974–1976), jako asystent wojewody elbląskiego (1976–1981). Instruktor w Wydziale Zagranicznych PZPR (1981–1990).
Od 1990 do 1999 dyrektor Biura Kontaktów Zagranicznych w Zarządzie Krajowym Socjaldemokracji RP (1990–1999) i Sojuszu Lewicy Demokratycznej (1999–2001). Przedstawiciel Budimexu w Królewcu i Kijowie (1995–1997). Był dyrektorem Departamentu Spraw Zagranicznych w Kancelarii Prezesa Rady Ministrów (2001–2004). Wchodził w skład delegacji polskiej na zakończenie negocjacji w sprawie członkostwa Polski w Unii Europejskiej w Kopenhadze w grudniu 2002. Koordynował szczyt Inicjatywy Środkowoeuropejskiej w 2003 w Warszawie. W latach 2004–2007 był ambasadorem RP w Republice Kazachstanu, akredytowanym także w Republice Kirgiskiej. Następnie pracował w Kancelarii Prezesa Rady Ministrów jako radca premiera. W 2009 zaczął pracę w Instytucie Studiów Wschodnich. Jednocześnie, od 2007, nauczyciel akademicki, m.in. adiunkt i dyrektor Instytutu Studiów Azjatyckich w Wyższej Szkole Stosunków Międzynarodowych i Komunikacji Społecznej w Chełmie. Od 2018 właściciel Wydawnictwa „Poznanie”. Odznaczony w Kazachstanie.

## Wybrane publikacje
- Władysław Sokołowski (red. nauk.), Od Chanatu do Republiki: historyczne i współczesne uwarunkowania państwowości Kazachstanu, Chełm: Wyższa Szkoła Stosunków Międzynarodowych i Komunikacji Społecznej w Chełmie, 2016, ISBN 978-83-61-787-84-6.
- Władysław Sokołowski, Mukhit-Ardager Sydyknazarow (red.), Kazachstan. Tauelsiz memleket znaczy niepodległe państwo, Warszawa: Towarzystwo Naukowe Polska-Wschód, 2017, ISBN 978-83-63554-20-0.
- Boris Jelcyn, Wyznania, Władysław Sokołowski (tłum.), Warszawa: Polprodukt 1990, ISBN 83-900071-0-X.